# Lovas út
A Lovas út Budapest I. kerületében található, a Várhegy északi és nyugati oldalában a bástyafalak mentén a Bécsi kaputól a Fehérvári kapuig terjedő útvonalon.
1958 és 1991 között Sziklai Sándor utcának hívták. Fölötte van az Anjou bástyának nevezett sétány, valamint a Tóth Árpád sétány. A Bécsi kaputól kiindulva a Lovas út mentén áll Murád pasa tornya, Sziavus pasa tornya, majd a sarkon az Esztergomi rondella, más néven Földbástya, továbbá Veli bej tornya és a Savanyúleves tornya.
A Lovas útnak a Bécsi kapu és a Földbástya közti szakaszán keskeny parksáv húzódik. Ebben áll a Buda 1686. évi felszabadító ostromában élen járt Hajdúk emlékköve, Grantner Jenő 1936-os alkotása, a bástyafalba illesztve pedig Eörményessy Fiath János győri hajdúkapitány és a felszabadításban részt vett spanyol csapatok emléktáblája. Közel a Fehérvári kapuhoz a Lovas úton áll Greguss Ágost író mellszobra, Holló Barnabás 1913-ban készült műve.

## Hivatkozás
- Emléktáblák Budapest I. kerületében